# Шенандоа (Пенсільванія)
Шенандоа (англ. Shenandoah) — місто (англ. borough) в США, в окрузі Скайлкілл штату Пенсільванія. Населення — 4243 особи (2020).

## Географія
Шенандоа розташована за координатами 40°49′1″ пн. ш. 76°12′2″ зх. д. / 40.81694° пн. ш. 76.20056° зх. д. (40.817081, -76.200667).  За даними Бюро перепису населення США в 2010 році місто мало площу 4,09 км², з яких 3,91 км² — суходіл та 0,17 км² — водойми.

## Демографія
Згідно з переписом 2010 року, у селищі мешкала 5071 особа в 2213 домогосподарствах у складі 1213 родин. Густота населення становила 1241 особа/км².  Було 3112 помешкання (762/км²).
Расовий склад населення:
| - 86,3 % — білих - 1,7 % — чорних або афроамериканців - 0,4 % — корінних американців - 0,3 % — азіатів - 8,7 % — осіб інших рас |

До двох чи більше рас належало 2,7 %. Частка іспаномовних становила 16,7 % від усіх жителів.
За віковим діапазоном населення розподілялося таким чином: 23,0 % — особи молодші 18 років, 57,1 % — особи у віці 18—64 років, 19,9 % — особи у віці 65 років та старші. Медіана віку мешканця становила 41,3 року. На 100 осіб жіночої статі у селищі припадало 90,4 чоловіків;  на 100 жінок у віці від 18 років та старших — 85,8 чоловіків також старших 18 років.
Середній дохід на одне домашнє господарство  становив 35 281 долар США (медіана — 24 286), а середній дохід на одну сім'ю — 41 689 доларів (медіана — 32 476). Медіана доходів становила 36 925 доларів для чоловіків та 25 593 долари для жінок. За межею бідності перебувало 32,7 % осіб, у тому числі 44,4 % дітей у віці до 18 років та 24,5 % осіб у віці 65 років та старших.
Цивільне працевлаштоване населення становило 1563 особи. Основні галузі зайнятості: виробництво — 25,0 %, роздрібна торгівля — 24,4 %, освіта, охорона здоров'я та соціальна допомога — 14,8 %, транспорт — 7,5 %.